# 257212 Rózsahegyi
257212 Rózsahegyi è un asteroide della fascia principale. Scoperto nel 2008, presenta un'orbita caratterizzata da un semiasse maggiore pari a 2,6594681 au e da un'eccentricità di 0,0214366, inclinata di 1,14494° rispetto all'eclittica.